# Antiope (Pacuvio)
L'Antiope o Antiopa (Antiope) è una tragedia (cothurnata) del tragediografo latino Marco Pacuvio (circa 220-130 a.C.) di cui restano oggi solo alcuni frammenti. Realizzata a partire da un originale non pervenuto del tragediografo greco Euripide, l'opera trattava la storia, connessa al ciclo tebano, di Antiope: la bella fanciulla, figlia di Nitteo, sedotta e amata da Zeus, partorisce i due gemelli Anfione e Zeto, che abbandona. Mentre i due vengono soccorsi da un pastore del monte Citerone, Antiope è costretta a sottostare alla persecuzione effettuata contro di lei dallo zio Lico, incaricato dal morente Nitteo; solo grazie ad un intervento miracoloso può infine ricongiungersi ai suoi figli, ormai adulti, che dopo alterne vicende la riconoscono e la vendicano.